# 程朝京
程朝京（1550年—？），字康侯，一字元直，號萝阳，浙江衢州府西安縣軍籍，直隸徽州府休寧縣人，明朝政治人物。

## 生平
萬曆元年（1573年）癸酉科順天府鄉試第二十九名，萬曆十一年（1583年）癸未科會試第一百七十八名，登三甲第二百零五名進士。大理寺觀政，次年二月授江西鄱阳县知县，十六年七月充江西鄉試同考官，十七年五月行取，选授南京刑部主事，二十一年三月升本部郎中，二十三年改任南京礼部仪制司郎中。萬曆二十三年，擔任福建泉州府知府。二十五年终养。二十九年九月復除直隶永平知府，三十四年升福建副使，三十七年致仕，三十八年考察。

## 家族
曾祖程永昌；祖父程希寧；父程璉。嫡母余氏；生母閔氏。慈侍下。弟程朝用（听选官）。